# Амбарцумян, Аркадий Станиславович
Аркадий Станиславович Амбарцумян (арм. Արկադի  Համբարձումյան, род. 9 апреля 1971, Ереван, Армянская ССР) — армянский депутат парламента и предприниматель.

## Биография

### Трудовая деятельность
С 1986 по 1989 г. работал на Ереванском хлебозаводе № 5, затем до 1991 г. был освобождённым секретарём ЛКСМ в ПО «Молоко».
В 1994 окончил Ереванский государственный университет, получив диплом юриста. В 1996—1997 гг. был следователем прокуратуры Шаумянского района г. Еревана.
С 1997 г. — председатель компаний «Держава» и «Славгруп».
25 мая 2003 г. избран депутатом Национального собрания Армении по пропорциональному избирательному списку партии «Страна Закона», входил в одноимённую фракцию. С 2006 г. — член постоянной комиссии по обороне, национальной безопасности и внутренним делам Национального собрания Армении; входит в состав депутатской группы Горцарар («Предприниматель»).

### Партийная деятельность
В 2003—2006 гг. — член партии «Страна Закона» (арм. Оրինաց երկիր, «Оринац Еркир»).
С 27 мая 2006 года — беспартийный.

## Семья
Женат, имеет троих детей.

## Награды
- Медаль «За заслуги перед Отечеством» II степени (24 сентября 2015 года) — за активную поддержку в организации и проведении мероприятий, посвящённых 100-летию Геноцида армян[1]